# Det kungliga bröllopet
Det kungliga bröllopet var en dokumentärserie i Sveriges Television som producerades inför bröllopet mellan kronprinsessan Victoria och Daniel Westling, och som sändes under våren 2010. Programledare var Ebba von Sydow.